# Geranomyia pictorum
Geranomyia pictorum är en tvåvingeart som först beskrevs av Alexander 1929.  Geranomyia pictorum ingår i släktet Geranomyia och familjen småharkrankar. Inga underarter finns listade i Catalogue of Life.